# D.C. United
D.C. United este un club american profesionist de fotbal cu sediul în Washington, care participă în Major League Soccer, eșalonul superior al fotbalului din Statele Unite.

## Istorie

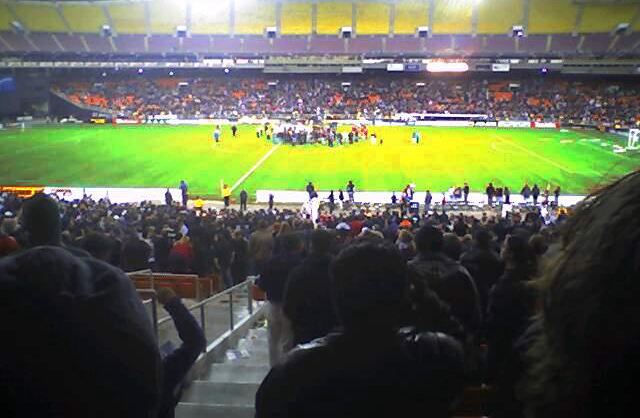
În 2004

Clubul a fost înființat în anul 1995.

## Stadion

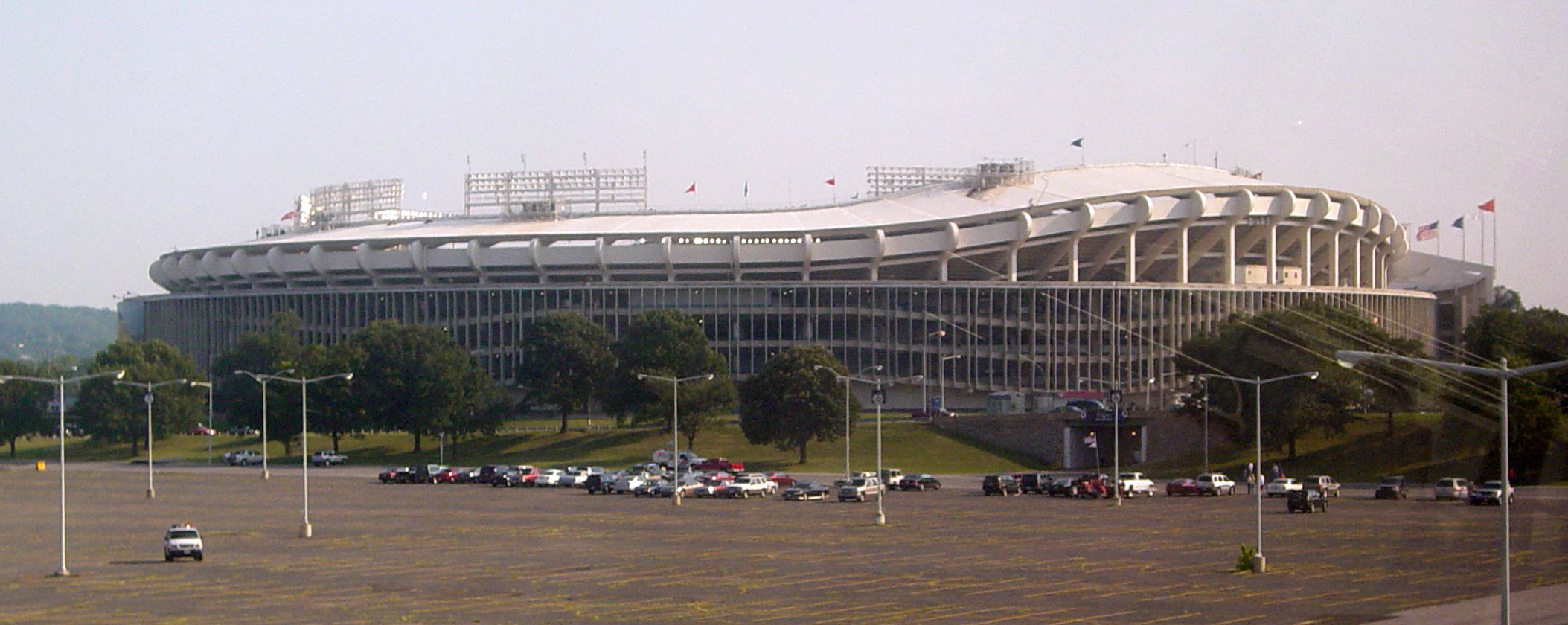
Stadionul

Robert F. Kennedy Memorial Stadium (RFK) este locul unde joacă acasă D.C. United stadium. Încă de la înființarea echipei în 1996. RFK a fost construit în 1961 ca o minge de baseball de dublă utilizare și de fotbal american.

## Lotul actual

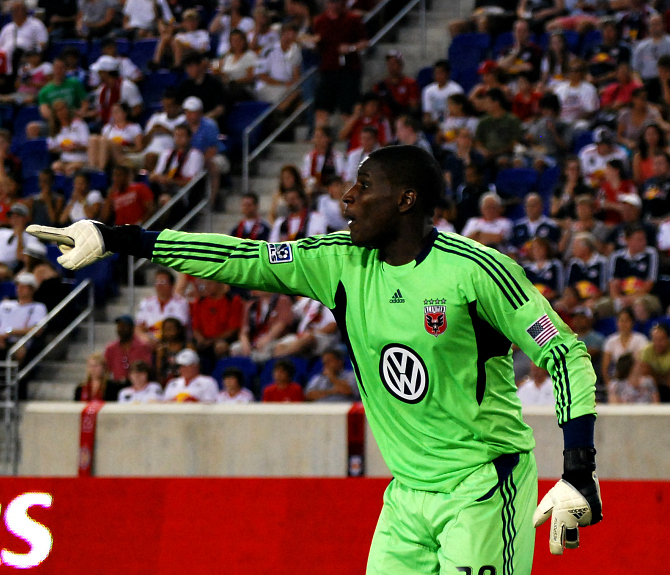
Bill Hamid was D.C.'s first Academy signing and is the club's longest tenured player.

La 2 mai 2024. 
| Nr. |                            | Poziție | Jucător          |
| --- | -------------------------- | ------- | ---------------- |
| 1   | Statele Unite ale Americii | P       | Tyler Miller     |
| 3   | Statele Unite ale Americii | F       | Lucas Bartlett   |
| 4   | Finlanda                   | M       | Matti Peltola    |
| 6   | Statele Unite ale Americii | M       | Russell Canouse  |
| 7   | Portugalia                 | F       | Pedro Santos     |
| 8   | Statele Unite ale Americii | M       | Jared Stroud     |
| 10  | Brazilia                   | M       | Gabriel Pirani   |
| 11  | Columbia                   | A       | Cristian Dájome  |
| 12  | Statele Unite ale Americii | F       | Conner Antley    |
| 14  | Chile                      | M       | Martín Rodríguez |
| 15  | Statele Unite ale Americii | F       | Steve Birnbaum   |
| 16  | Statele Unite ale Americii | F       | Garrison Tubbs   |
| 17  | Statele Unite ale Americii | A       | Jacob Murrell    |

| Nr. |                            | Poziție | Jucător                     |
| --- | -------------------------- | ------- | --------------------------- |
| 18  | El Salvador                | M       | Jeremy Garay                |
| 20  | Belgia                     | A       | Christian Benteke (căpitan) |
| 21  | Statele Unite ale Americii | M       | Theodore Ku-DiPietro        |
| 22  | Guatemala                  | F       | Aaron Herrera               |
| 24  | Statele Unite ale Americii | P       | Alex Bono                   |
| 25  | Statele Unite ale Americii | M       | Jackson Hopkins             |
| 26  | Statele Unite ale Americii | P       | Nathan Crockford            |
| 27  | Statele Unite ale Americii | A       | Kristian Fletcher           |
| 30  | Statele Unite ale Americii | F       | Hayden Sargis               |
| 43  | Polonia                    | M       | Mateusz Klich               |
| 45  | Statele Unite ale Americii | F       | Matai Akinmboni             |
| 97  | Suedia                     | F       | Christopher McVey           |